# Ulpiu-Radu-Sabin Micle
Ulpiu-Radu-Sabin Micle (n. 1935 - d. 2000) a fost un deputat român în legislatura 1996-2000, ales în județul Mehedinți pe listele partidului Convenția Democrată Română. După decesul de la data de 25 octombrie 2000, deputatul Ulpiu-Radu-Sabin Micle a fost înlocuit de către deputatul Constantin Săceanu.   